# 来浦町
来浦町（くのうらまち）は、大分県東国東郡にあった町。現在の国東市の一部にあたる。

## 地理
国東半島の東部、来浦川の下流左岸に位置していた。

## 歴史
- 1889年（明治22年）4月1日、町村制の施行により、東国東郡岩戸寺村、来浦村、浜村が合併して村制施行し、来浦村が発足[1][2]。旧村名を継承した岩戸寺、来浦、浜の3大字を編成[1]。役場を大字来浦に設置し、のち大字浜に移転した[1]。
- 1921年（大正10年）4月1日、町制施行し来浦町となる[1][2]。
- 1954年（昭和29年）3月31日、東国東郡国東町、豊崎村、上国崎村、旭日村（一部）と合併し国東町が存続して廃止された[1][2]。

## 産業
- 農業[1]